# Beryx
Genre
Beryx est un genre de poissons de la famille des Berycidae.

## Description
Ce sont des poissons à œil gros, de couleur rouge, à rayons épineux au-dessus et au-dessous de la base de leur nageoire caudale. Leur tête est parcourue de crêtes dentelées. Ils se distinguent des genres Holocentrum (dont beaucoup d'espèces ont été déplacées dans Sargocentron) et Myripristis par leur dorsale unique, qui porte des épines grêles et garnissant son bord antérieur, mais qui ne forme pas de sorte de première nageoire séparée de l'autre par une échancrure.

## Systématique
Le nom valide complet (avec auteur) de ce taxon est Beryx Cuvier, 1829.

### Liste des espèces
Selon le World Register of Marine Species (17 janvier 2025) :
- Beryx decadactylus Cuvier, 1829
- Beryx mollis Abe, 1959
- Beryx splendens Lowe, 1834

### Étymologie
Selon Cuvier, « Beryx, ou berys, est un nom grec de poisson que Gesner a tiré de Varinus, et sans que l'on trouve aucune indication qui puisse conduire à en déterminer l'espèce ». 

### Synonymes
Beryx a pour synonymes :
- Actinoberyx Roule, 1923
- Urocentrus von Düben, 1845

### Publication originale
- G. Cuvier, « CHAPITRE XXVIL : Des Béryx et des Trachichtes », dans Histoire naturelle des poissons, t. 3, Paris, F. G. Levrault, 1829 (lire en ligne ), p. 221.